# Superstar (pista sciistica)
La Superstar è una pista sciistica situata a Killington, negli Stati Uniti d'America. Sul pendio, che si snoda sullo Skye Peak, si tengono gare di slalom gigante e di slalom speciale, a livello femminile della Coppa del Mondo di sci alpino, a partire dalla stagione 2016-2017; le gare si disputano solitamente verso la fine del mese di novembre.

## Albo d'oro

### Slalom gigante
| Data             | Competizione                       | Prima               | Seconda            | Terza             |           |
| ---------------- | ---------------------------------- | ------------------- | ------------------ | ----------------- | --------- |
| 26 novembre 2016 | Coppa del Mondo di sci alpino 2017 | Tessa Worley        | Nina Løseth        | Sofia Goggia      |           |
| 25 novembre 2017 | Coppa del Mondo di sci alpino 2018 | Viktoria Rebensburg | Mikaela Shiffrin   | Manuela Mölgg     |           |
| 24 novembre 2018 | Coppa del Mondo di sci alpino 2019 | Federica Brignone   | Ragnhild Mowinckel | Stephanie Brunner |           |
| 30 novembre 2019 | Coppa del Mondo di sci alpino 2020 | Marta Bassino       | Federica Brignone  | Mikaela Shiffrin  |           |
| 27 novembre 2021 | Coppa del Mondo di sci alpino 2022 | annullata           | annullata          | annullata         | annullata |
| 26 novembre 2022 | Coppa del Mondo di sci alpino 2023 | Lara Gut            | Marta Bassino      | Sara Hector       |           |
| 25 novembre 2023 | Coppa del Mondo di sci alpino 2024 | Lara Gut            | Alice Robinson     | Mikaela Shiffrin  |           |
| 30 novembre 2024 | Coppa del Mondo di sci alpino 2025 | Sara Hector         | Zrinka Ljutić      | Camille Rast      |           |

### Slalom speciale
| Data             | Competizione                       | Prima                             | Seconda                           | Terza              |
| ---------------- | ---------------------------------- | --------------------------------- | --------------------------------- | ------------------ |
| 27 novembre 2016 | Coppa del Mondo di sci alpino 2017 | Mikaela Shiffrin                  | Veronika Velez Zuzulová           | Wendy Holdener     |
| 26 novembre 2017 | Coppa del Mondo di sci alpino 2018 | Mikaela Shiffrin                  | Petra Vlhová                      | Bernadette Schild  |
| 25 novembre 2018 | Coppa del Mondo di sci alpino 2019 | Mikaela Shiffrin                  | Petra Vlhová                      | Frida Hansdotter   |
| 1º dicembre 2019 | Coppa del Mondo di sci alpino 2020 | Mikaela Shiffrin                  | Petra Vlhová                      | Anna Swenn Larsson |
| 28 novembre 2021 | Coppa del Mondo di sci alpino 2022 | Mikaela Shiffrin                  | Petra Vlhová                      | Wendy Holdener     |
| 27 novembre 2022 | Coppa del Mondo di sci alpino 2023 | Wendy Holdener Anna Swenn Larsson |                                   | Katharina Truppe   |
| 26 novembre 2023 | Coppa del Mondo di sci alpino 2024 | Mikaela Shiffrin                  | Petra Vlhová                      | Wendy Holdener     |
| 1º dicembre 2024 | Coppa del Mondo di sci alpino 2025 | Camille Rast                      | Wendy Holdener Anna Swenn Larsson |                    |